# 坂田知美
坂田 知美（さかた ともみ、1990年3月2日 - ）は、日本の元子役、元ジュニアアイドル。愛知県出身。

## 来歴
- 2002年、名古屋を活動拠点とする8人組のアイドルユニット「st.Doll」のメンバーとして活動を開始。[2]同年はTBS系ドラマ『キッズ・ウォー4』にも魔性の女子生徒・真由役でレギュラー出演を果たし、同作品中では上半身キャミソール姿を披露するなどした。
- 2005年、THE ALFEEの高見沢俊彦がサウンド・プロデュースを手掛けたジュニアアイドルユニット・Doll's Voxにメンバーの1人として参加。
- 2005年10月、関西圏であるサンテレビで放映されていた鉄道情報番組『鉄ちゃん』 内のコーナードラマ『A SNOWY LETTER-雪の手紙-』にもst.Dollの他のメンバー達と共に出演。
- 2006年2月、同じくst.Dollに所属する徳田愛子と共に、ユニット内ユニットとして2人組のピュア系・癒し系アイドルユニットのAi-Chiを結成。[2]その後解散まで活動を続ける。
- 2008年3月にDVD作品を発表して以降は活動実績が途絶え、恐らく2009年頃に芸能界を引退。
- 2012年8月、自らが出演したDVD作品『好夏2「ミントプロトコル」』の10周年記念イベントに出席。共演した寺門仁美のブログによると、その時点で既に結婚していたとのこと。[3]

## 人物
- 血液型はA型。[1]
- パーツに所属していた。[1][4]
- 2002年の時点では身長144cm, 体重28kgであった。[1]

## 出演作品

### テレビドラマ
- キッズ・ウォー4（CBC, 2002年9月30日 - 11月22日）- 西野 真由 役
- A SNOWY LETTER-雪の手紙-（サンテレビ, 2005年10月）- 日高 咲 役　※鉄道情報番組『鉄ちゃん』 内のコーナードラマ

### バラエティ
- テンパイ学園（テレビ東京,2003年8月-9月）ジュニア部として出演

### 雑誌
- Prolog vol.21（2002年）
- 清純系 Vol.7（平和出版, 2003年1月1日発売）[1]
- Chu→Boh 2004 vol.2 坂田知美、桐村萌絵、碇由貴子、長谷川里紗（海王社, 2004年）

### 写真集
- Ｃｒｏｓｓ　Ｈｅａｒｔ　坂田知美ファースト写真集（心交社, 2003年4月9日発売）
- きよらかないま－坂田知美写真集（撮影: 野下義光, 2004年7月10日発売）

### DVD
- Ｒｕｎ　Ｒｕｎ　ｗｉｔｈ　ｙｏｕ　～知美とデート～（2003年4月25日発売）
- 好夏2「ミントプロトコル」（2003年12月25日発売）- 寺門仁美, 高畠華澄と共演
- 坂田知美　あした天使（2004年7月発売）
- Visual Collector 美少女X 坂田知美（2005年3月23日発売）
- 16歳: 知美のプチ ソレイユ（2006年6月25日発売）
- 坂田知美／天使の旅立ち（2008年3月29日発売）